# Skyy
Skyy was een in 1976 opgerichte Amerikaanse funkband uit Brooklyn.

## Bezetting
- Bonnie Dunning[3] (zang)
- Delores Dunning[4] (zang)
- Denise Dunning[5] (zang)
- Anibal Anthony Sierra[6] (gitaar)
- Solomon Roberts jr.[7] (gitaar)
- Gerald LeBon[8] (basgitaar)
- Larry Greenberg[9] (keyboards)
- Tommy McConnel[10] (drums)
- Randy Muller
- Wayne Wilentz (piano)

## Geschiedenis
In 1976 formeerde Roberts zijn eerste band Fuel, die hij in 1979 hernoemde in Skyy. De band werd door Salsoul Records gecontracteerd en produceerde het gelijknamige debuutalbum Skyy. De eerste plaat van dit album First Time Around was al een grote hit in de r&b-hitlijst (#20) en de succesvolle single Call Me, eveneens van dit album, haalde zelfs de pophitlijst (#26). De muziek van de band was in de clubs van deze tijd wijd verbreid en werd gespeeld door deejays als Larry Levan en Frankie Knuckles.

## Studio
Solomon Roberts was de uitbater van de Hole in the Ground Studios, een 4-sporige bandmachine in de kelder van zijn ouders' huis. De studio was het eerste contactpunt voor veel ambitieuze jonge funkbands en muzikanten uit de late jaren 1960. Regelmatige bezoekers van de studio's waren Randy Muller met zijn band Dynamic Soul (later The Brass Construction), Crown Heights Affair en B.T. Express.

## Discografie

### Singles
- 1981:	Call Me
- 1982:	Let's Celebrate
- 1983:	Show Me the Way
- 1986:	Givin' It (To You)
- 1989:	Real Love

### Albums
- 1979:	Skyy
- 1980:	Skyway
- 1981:	Skyyport
- 1982:	Skyy Line
- 1982: Skyyjammer
- 1982: Skyy Flyy
- 1983:	Skyylight
- 1984: Skyy High
- 1984: Inner City

- 1986:	From the Left Side
- 1987: Greatest Hits
- 1989:	Start of a Romance
- 1992: Nearer to You
- 1994: Best Of
- 1996: Greatest Hits
- 1997: The Best of
- 2003: The Best
- 2006: The Anthology